# Abstracción lírica
La abstracción lírica es una tendencia dentro de la pintura abstracta que se desarrolló a partir de 1910 que se toma usualmente como referencia para marcar el comienzo de la pintura abstracta. Iniciando con una acuarela del pintor Vasili Kandinski titulada precisamente Primera acuarela abstracta, de este mismo año es su obra De lo espiritual en el arte.Kandinsky ejemplifica esta abstracción espontánea. Llegó, en 1910 a una abstracción impregnada de sentimiento, idealmente representativa de las aspiraciones de los artistas del Zikario de Múnich Der Blaue Reiter, del que él mismo formaba parte.
El tema que desarrollan los pintores de la abstracción lírica es la expresión de la emoción pictórica del artista, individual e inmediata. Rechazan representar la realidad de forma objetiva. La técnica preferida de estos pintores fue la acuarela, pintando igualmente casetos y apuntes pequeños. No obstante, también elaboraron grandes telas al óleo. Predomina el color sobre la forma.
[[Archivo:Robert l
unay - Rythme, Joie de vivre.jpg|miniaturadeimagen|Pintura El ritmo, la alegría de vivir, de Robert Delaunay.]]
Se considera que el creador de la abstracción lírica fue Kandinski (1866-1944), con obras como Impresión n.º 5 (1911, Centro Pompidou), Arco negro (1912, Centro Pompidou), Composición VIII (1923, Museo Guggenheim, Nueva York), Composición inestable (1930, colección Maeght), Conglomerado (1943, Colección Nina Kandinsky). Otro autor al que se enmarca habitualmente dentro de la abstracción lírica es Paul Klee (1879-1940); de sus obras cabe citar: Senecio (1922, Museo de Arte, Basilea), Castillo y sol, 3 (1928) o Port et voiliers (Puerto y veleros, 1937, Centro Pompidou). 
En Francia, Robert Delaunay elaboró, desde 1912, a partir de las teorías de Chevreul sobre el contraste simultáneo de los colores, sus Ventanas y sus primeras Formas circulares cósmicas abstractas. Uno de los precursores de esta tendencia fue František Kupka (1871-1957), pudiendo citarse su obra Las teclas del piano (1909, Galería Nacional de Praga); expuso en el Salón de Otoño de 1912 Amorfa, fuga de dos colores y en 1913 Planos verticales azules y rojos.
En la misma época, en Rusia, Mijaíl Lariónov y Natalia Goncharova llevaron hasta la abstracción pura su método de transcripción del fenómeno luminoso, al que denominaron rayonismo. 
Posteriormente, cultivaron la abstracción lírica una serie de artistas parisinos después de la Segunda Guerra Mundial, en oposición a la abstracción geométrica. La abstracción lírica es un movimiento del arte, que se expresa con el color y las formas geométricas.